# Мария Анна Австрийская (курфюрстина Баварии)
Эрцгерцогиня Мария Анна Австрийская (нем. Maria Anna von Habsburg, Erzherzogin von Österreich; 13 января 1610, Грац — 25 сентября 1665) — курфюрстина Баварии через брак с курфюрстом Максимилианом I. Она также исполняла обязанности регента при своём малолетнем сыне Фердинанде Мария.

## Биография
Эрцгерцогиня родилась в городе Граце в семье императора Священной Римской Империи Фердинанда II и императрицы Марии Анны Баварской.
15 июля 1635 года в Вене она вышла замуж за своего дядю со стороны матери герцога Баварии Максимилиана I. В браке родились двое сыновей Фердинанд Мария и Максимилиан Филипп.
Причина по которой Максимилиан I Баварский так скоро женился повторно после смерти первой жены были скорее не политическими, а обуславливались желанием герцога обзавестись наследником.
Мария Анна, как правило, характеризовалась как умная, осторожная, но энергичная, строгая, скромная и подкованная в финансовых вопросах. В отличие от первой жены герцога, Мария Анна живо интересовалась политикой и была хорошо осведомлена о происходящем вокруг. Она не была особенно привязана к Габсбургам и старалась во всем отстаивать интересы Баварии. Ко всему этому, она находила общий язык с высокопоставленными вельможами мюнхенского двора и принимала участие в заседании государственного совета. После смерти супруга, она возложила на себя обязанности регента при своём сыне Фердинанде Мария.
Брак с Максимилианом был очень счастливым, и муж жил в любви с женой. Во время первой беременности Марии Анны, пара совершила паломничество в Андекс, чтобы помолиться за счастливое рождение.  31 октября 1636 года Мария Анна родила мальчика, он был назван Фердинандо Мария в честь своего деда, императора Фердинанда II, который также был крестным отцом новорожденного. Рождение ребенка оказалось очень трудным, что Анна Мария потеряла способность говорить. Почти два года спустя 30 сентября в 1638 году, на свет появился второй сын Максимилиан Иероним Филипп. 

## Брак и дети
Муж: с 15 июля 1635 Максимилиан I (17 апреля 1573 — 27 сентября 1651), герцог Баварии с 1597 года, курфюрст Пфальца в 1623—1648 годах, курфюрст Баварии с 1648 года. Дети:
- Фердинанд Мария (1636—1679); жена: Генриетта Аделаида Савойская;
- Максимилиан Филипп (1638—1705); жена: Маурит Фербиона де ла Тур.